# 邓起东
邓起东（1938年2月23日—2018年11月6日），中国地质学家，中国地震局地质研究所研究员，中国地震局科学技术委员会副主任。出生于湖南双峰县。1961年毕业于中南矿冶学院地质系。2003年当选为中国科学院院士。曾任中国地震局地质研究所副所长。2018年11月6日，因病于北京市去世，享年80岁。

## 生平
邓起东于1938年2月23日出生于中国湖南省双峰县。1956年考入中南矿冶学院（今中南大学），于1961年毕业。毕业当年5月加入中国共产党，同年进入中国科学院地质研究所工作。1978年转至由中科院地质所改组的国家地震局（后更名中国地震局）地质研究所。历任中国地震局地质研究所副所长、学位委员会主任和名誉主任。2003年，当选中国科学院院士。2011年，领导组建了中国地震局活动构造与火山重点实验室。

## 研究方向
邓起东自从中南矿冶学院毕业后，长期从事于地质学和地震学等学科的研究，尤其是在中国地质构造领域。1965年，他在剪切破裂带的研究中取得了重大突破。1966年邢台地震发生后他开始研究地震科学。邓起东领导了中国活动构造地质填图的研究工作，同时编制了中国的活动构造分布图。1972年，受国家地震局任命为全国地震烈度区划编图组组长。1977年，主编完成中国大陆第一幅地震烈度区划图，对未来百年内各地区在一般条件下可能遭受的最大地震烈度做出预告，成为建设规划的重要参考。此外，他曾对海原大地震活动断裂带进行一系列研究并出版了专著。

## 荣誉
1991年，邓起东获第二届李四光地质科学奖，同年获国家科技进步奖二等奖。次年，邓起东被中华人民共和国人事部授予“有突出贡献中青年专家”称号，再次获国家科技进步奖二等奖，同时开始享受国务院政府特殊津贴。1996年，邓起东被中国地震局授予“全国地震系统先进个人”称号。